# بيدري
بيدرو غونزاليس لوبيز (بالإسبانية: Pedro González López) (مواليد 25 نوفمبر 2002) والمعروف باسم بيدري، هو لاعب كرة قدم إسباني يلعب في مركز خط الوسط مع نادي برشلونة في الدوري الإسباني والمنتخب الإسباني. يُعرف بيدري بإبداعه ورؤيته وتمريراته، ويُعتبر واحداً من أفضل لاعبي خط الوسط في العالم.

## مسيرته الكروية

### لاس بالماس
ولد بيدري في تيغيستي، تنريفي، جزر الكناري، وانضم إلى أكاديمية نادي لاس بالماس للشباب في عام 2018 قادماً من نادي جوفينتود لاغونا. في 15 يوليو 2019، وحينها كان يبلغ من العمر 16 عامًا فقط، وقع عقدًا احترافيًا لمدة أربع سنوات مع النادي، وتمت ترقيته إلى الفريق الأول من قبل المدير بيبي ميل.
شارك بيدري لأول مرة بشكل احترافي في 18 أغسطس 2019، وعمره 16 عامًا فقط، من خلال المشاركة كأساسي في مباراة الخسارة 0–1 في على أرضه أمام هويسكا في الدوري الإسباني الدرجة الثانية. سجل أول هدف احترافي له في 19 سبتمبر، وكان هذا هدف المباراة الوحيد ضد سبورتينغ خيخون، ليصبح أصغر هداف في تاريخ لاس بالماس بعمر 16 عامًا و9 أشهر و23 يومًا.

### برشلونة
في 2 سبتمبر 2019، توصل نادي برشلونة إلى اتفاق مع نادي لاس بالماس بخصوص انتقال بيدري، اعتبارًا من 1 يوليو التالي. وافق اللاعب على عقد لمدة عامين مع الكتالونيين، الذين دفعوا 5 ملايين يورو للصفقة.
تم ضمه في التشكيلة الرئيسية لموسم 2020–21 وتم اعطاؤه القميص رقم 16، شارك بيدري لأول مرة مع برشلونة – والدوري الإسباني – في 27 سبتمبر، حيث حل محل فيليبي كوتينيو في مباراة الفوز 4–0 على ملعب فياريال. شارك على أول مباراة له كأساسي في 17 أكتوبر، حيث خسر 0–1 خارج أرضه أمام خيتافي.
سجل بيدري هدفه الأول مع النادي في 20 أكتوبر 2020، في الفوز 5–1 على فيرينتسفاروشي في مرحلة المجموعات من دوري أبطال أوروبا، بعد أن حل بديلاً في الدقيقة 61 عن أنسو فاتي. في 7 نوفمبر، في مباراة الفوز 5–2 على أرضه أمام ريال بيتيس، سجل هدفه الأول في الدوري الإسباني بعد تمريرة من سيرجي روبيرتو.
في 6 يناير 2021، سجل هدفًا بالرأس ضد أتلتيك بلباو وصنع الهدف الثاني لبرشلونة في الفوز 3–2 على ملعب سان ماميس. في 17 أبريل، فاز بيدري بأول لقب له في مسيرته الكروية بعد فوز برشلونة على أتلتيك بيلباو 4–0 في نهائي كأس الملك. في 8 مايو، بعمر الثامنة عشر و164 يومًا، شارك بيدري في مباراته الخمسين مع برشلونة في جميع المسابقات عندما لعب كأساسي في التعادل 0–0 ضد أتلتيكو مدريد على ملعب كامب نو، وبالتالي أصبح ثاني أصغر لاعب يصل إلى هذا الرقم بعد بويان كركيتش، الذي كان يبلغ من العمر 18 عامًا و3 أيام وقت مشاركته رقم 50 مباراة. في 11 مارس 2025، تم اختيار بيدري، لاعب نادي برشلونة، كأفضل لاعب في مباراة فريقه أمام بنفيكا، التي أقيمت ضمن إياب الدور ثمن النهائي من دوري أبطال أوروبا.

## مسيرته الدولية

### مسيرته في الفئات السنية وبداياته مع المنتخب الأول
في 21 أغسطس 2020، تم استدعاء بيدري إلى تشكيلة إسبانيا تحت 21 سنة. شارك لاحقًا لأول مرة في 3 سبتمبر في الفوز 1–0 خارج أرضه على مقدونيا في مباراة لتصفيات بطولة أمم أوروبا تحت 21 سنة 2021.
اُستدعي بيدري للمنتخب الإسباني لأول مرة في مارس 2021 قُبَيل انطلاق مرحلة المجموعات من تصفيات كأس العالم 2022. وكانت مباراته الأولى بألوان لا روخا بتاريخ 25 مارس 2021 أمام منتخب اليونان.

### يورو 2020
في 24 مايو، انضم بيدري إلى تشكيلة إنريكي المكونة من 24 لاعباً في بطولة أمم أوروبا 2020. في 14 يونيو، أصبح أصغر لاعب على الإطلاق يمثل إسبانيا في نهائيات البطولات الأوروبية عندما شارك كأساسي في التعادل 0–0 ضد السويد بعمر 18 عامًا و6 أشهر و18 يومًا، محطمًا الرقم القياسي السابق الذي كانت يحمله ميغيل تينديلو في بطولة أمم أوروبا 1980. في 28 يونيو، أصبح بيدري أصغر لاعب يشارك في مباراة خروج المغلوب في بطولة أوروبا عندما بدأ في دور الستة عشر ضد كرواتيا، بعمر 18 عامًا و 215 يومًا؛ ومع ذلك، فقد سجل أيضًا هدفًا في مرماه عندما فشل حارس المرمى أوناي سيمون في السيطرة على تمريرة طويلة منه. فازت إسبانيا في النهاية بنتيجة 5–3 في الأشواط الإضافية. لعب كل دقيقة باستثناء مباراة واحدة (629) من مباريات إسبانيا الست، وكان له تأثير مهم على وصول إسبانيا إلى نصف النهائي، حيث خسروا 2–4 بركلات الترجيح من قبل بطل البطولة لاحقًا، إيطاليا، بعد التعادل 1–1 بعد الأشواط الإضافية؛ خلال المباراة الأخيرة، نجح بتمرير 65 من 66 تمريرة قام بها. خلال المسابقة، حقق بيدري أكبر عدد من الجري المنفرد في الهجوم (27)، وأكثر التمريرات الرئيسية (31)، وقطع أكبر مسافة في الاستحواذ (38.23 كم)، حيث قطع إجمالي 76.1 كم وحقق متوسط إتمام التمريرة 92.3%. بالنسبة لأدائه، تم اختياره كأفضل لاعب شاب في بطولة أوروبا 2020، وكان اللاعب الإسباني الوحيد في البطولة الذي تم اختياره في فريق بطولة يورو 2020.

### أولمبياد 2020
في 29 يونيو 2021، تم استدعاء بيدري إلى تشكيلة إسبانيا المشاركة في دورة الألعاب الأولمبية الصيفية 2020. أثارت خطوة ضم بيدري إلى الفريق الأولمبي الإسباني انتقادات من برشلونة، حيث وصف المدرب رونالد كومان قرار استدعاء بيدري لبطولتين دوليتين في نفس الصيف بأنه «أكثر من اللازم». في 22 يوليو 2021، لعب بيدري 90 دقيقة كاملة في المباراة الافتتاحية 0–0 لإسبانيا ضد مصر. كانت المباراة رقم 66 لبدري هذا الموسم. في النهائي، خسرت إسبانيا 2–1 أمام البرازيل في الأشواط الإضافية؛ وهذه المباراة كانت رقم 73 في الموسم لبيدري.

## الإحصائيات

### النادي
آخر تحديث 16 أغسطس 2025.
| النادي     | الموسم   | الدوري                       | الدوري | الدوري  | الكأس  | الكأس   | أوروبا | أوروبا  | أخرى   | أخرى    | المجموع | المجموع |
| النادي     | الموسم   | الدرجة                       | الظهور | الأهداف | الظهور | الأهداف | الظهور | الأهداف | الظهور | الأهداف | الظهور  | الأهداف |
| ---------- | -------- | ---------------------------- | ------ | ------- | ------ | ------- | ------ | ------- | ------ | ------- | ------- | ------- |
| لاس بالماس | 2019–20  | دوري الدرجة الثانية الإسباني | 36     | 4       | 1      | 0       | —      | —       | —      | —       | 37      | 4       |
| برشلونة    | 2020–21  | الدوري الإسباني              | 37     | 3       | 6      | 0       | 7      | 1       | 2      | 0       | 52      | 4       |
| برشلونة    | 2021–22  | الدوري الإسباني              | 12     | 3       | 1      | 1       | 8      | 1       | 1      | 0       | 22      | 5       |
| برشلونة    | 2022–23  | الدوري الإسباني              | 26     | 6       | 2      | 0       | 5      | 0       | 2      | 1       | 35      | 7       |
| برشلونة    | 2023–24  | الدوري الإسباني              | 24     | 4       | 2      | 0       | 6      | 0       | 2      | 0       | 34      | 4       |
| برشلونة    | 2024–25  | الدوري الإسباني              | 37     | 4       | 6      | 2       | 14     | 0       | 2      | 0       | 59      | 6       |
| برشلونة    | 2025–26  | الدوري الإسباني              | 1      | 0       | 0      | 0       | 0      | 0       | 0      | 0       | 1       | 0       |
|            | المجموع  | المجموع                      | 137    | 20      | 17     | 3       | 40     | 2       | 9      | 1       | 203     | 26      |
| الإجمالي   | الإجمالي | الإجمالي                     | 173    | 24      | 18     | 3       | 40     | 2       | 9      | 1       | 239     | 30      |

1. 1 2 3 4  المباريات في دوري أبطال أوروبا
2. ↑  المباريات في كأس السوبر الإسباني
3. ↑  مباراتين في دوري أبطال أوروبا، و6 مباريات في الدوري الأوروبي
4. ↑  المباريات في كأس السوبر الإسباني
5. ↑  5 مباريات في دوري أبطال أوروبا، ومباراة واحدة في الدوري الأوروبي
6. ↑  المباريات في كأس السوبر الإسباني
7. ↑  المباريات في كأس السوبر الإسباني
8. ↑  المباريات في كأس السوبر الإسباني
9. ↑  المباريات في كأس السوبر الإسباني

### المنتخب
آخر تحديث 6 يوليو 2021.
| المنتخب الوطني | العام   | الظهور | الأهداف |
| -------------- | ------- | ------ | ------- |
| إسبانيا        | 2021    | 10     | 0       |
| المجموع        | المجموع | 10     | 0       |

## الإنجازات
برشلونة
- الدوري الإسباني: 2022–23، 2024–25
- كأس ملك إسبانيا: 2020–21[40]، 2024–25
- كأس السوبر الإسباني: 2023، 2025

إسبانيا تحت 23
- الميدالية الفضية في الألعاب الأولمبية الصيفية: 2020

إسبانيا
- دوري الأمم الأوروبية: 2022–23
- بطولة أمم أوروبا: 2024

الفردية
- تشكيلة أفضل اللاعبين الشباب في دوري أبطال أوروبا: 2020[41]
- جائزة أفضل لاعب شاب في بطولة أمم أوروبا: 2020[32]
- فريق البطولة في بطولة أمم أوروبا: 2020[34]
- جائزة ألدو روفيرا: 2020–21[42]
- الفتى الذهبي: 2021[43]
- جائزة كوبا: 2021[44]

## وصلات خارجية
- بيدري على موقع الاتحاد الدولي (مؤرشف)  (الإنجليزية)
- بيدري على موقع الاتحاد الأوربي (الإنجليزية)
- بيدري على موقع إي إس بي إن إف سي (الإنجليزية)
- بيدري على موقع قاعدة بيانات كرة القدم.إي يو (الإنجليزية)
- بيدري على موقع ليكيب (الفرنسية)
- بيدري على موقع ناشيونال فوتبول تيمز (الإنجليزية)
- بيدري على موقع Soccerbase.com (لاعب) (الإنجليزية)
- بيدري على موقع Soccerway.com (الإنجليزية)
- بيدري على موقع عالم كرة القدم.نت (الإنجليزية)
- بيدري على موقع أوليمبيديا (الإنجليزية)